# Горкино (село, Ивановская область)
Го́ркино — село в Родниковском районе Ивановской области России. Входит в состав Каминского сельского поселения.

## География
Находится в центральной части Ивановской области на расстоянии приблизительно 6 километров на запад-северо-запад по прямой от районного центра города Родники.

## История
Известно, что в 1732 году здесь уже была каменная Спасская церковь. В 1872 году здесь (тогда село Нерехтского уезда Костромской губернии) было учтено 90 дворов, в 1907 году — 91.

## Население
Постоянное население составляло 506 человек (1872 год), 432 (1897), 394 (1907), 259 в 2002 году (русские 98 %). Согласно генеральному плану поселения отнесено в 2018 году к населенным пунктам с населением от 200 до 500 человек.

## Достопримечательности
В селе находятся Спасская и Смоленская церкви.